# Lucro presumido
Lucro presumido é um regime de tributação brasileiro que simplifica a apuração base de cálculo do IRPJ. A utilização do lucro presumida é restringida a empresas que não são obrigadas a adotar o regime de lucro real. 
A alíquota é desde 1996, vigência da Constituição de 1988, de 15%, sendo proporcional, única e não progressiva. Há um adicional de 10% para empresas que apurarem lucro superior a limites fixados pela legislação (R$ 240.000,00). No regime de Lucro Presumido o imposto é calculado com base em um percentual legalmente estabelecido sobre o valor das vendas realizadas, independentemente da apuração do lucro e variando conforme a natureza da atividade. 
A apuração é feita trimestralmente, no final dos meses de Março, Junho, Setembro e Dezembro. A opção pela tributação com base no lucro presumido deverá ser manifestada com o pagamento da primeira ou única quota do imposto devido correspondente ao primeiro período de apuração de cada ano calendário.
O regime de Lucro Presumido se aplica:
- a empresas que não são obrigadas a adotar o regime do lucro real (não enquadradas no Art. 14 da Lei n° 9.718/98)[4]:
- Faturamento < R$ 78 milhões anuais
- Não atuantes no mercado financeiro (bancos comerciais,     bancos de investimento, corretoras, etc.)
- Não tenham rendimentos de capital oriundos do exterior
- Não usufruam de benefícios fiscais
- a empresas de pequeno e médio porte, pois proporciona uma relação custo benefício (simplicidade x custo) melhor que o Simples e o Regime do Lucro Real
- especialmente importante para pequenas e médias prestadoras de serviço, pois os principais custos estão na folha de pagamento